# سیارک ۸۰۹
سیارک ۸۰۹ (به انگلیسی: 809 Lundia، نامگذاری:1915XP) هشتصد و نهمین سیارک کشف شده‌است که در ۱۱ اوت ۱۹۱۵ و در هایدلبرگ کشف شد.
قدر مطلق سیارک برابر ۱۱٫۸۰ است.